# Marcos Rocha
Pour les articles homonymes, voir Rocha (homonymie).
Marcos Luis Rocha Aquino ou simplement Marcos Rocha, né le 11 décembre 1988 à Sete Lagoas, est un footballeur international brésilien qui évolue au poste de défenseur à la SE Palmeiras.

## Statistiques
| Saison                | Club                    | Championnat           | Championnat | Championnat | Coupe(s) nationale(s) | Coupe(s) nationale(s) | Compétition(s) continentale(s) | Compétition(s) continentale(s) | Compétition(s) continentale(s) | Brésil | Brésil | Total | Total |
| Saison                | Club                    | Division              | M.          | B.          | M.                    | B.                    | Comp.                          | M.                             | B.                             | M.     | B.     | M.    | B.    |
| 2006                  | Democrata FC            |                       | 0           | 0           | 0                     | 0                     | -                              | -                              | -                              | -      | -      | 0     | 0     |
| 2007                  | Atlético Mineiro B      |                       | 0           | 0           | 0                     | 0                     | -                              | -                              | -                              | -      | -      | 0     | 0     |
| 2008                  | Clube de Regatas Brasil | D2                    | -           | -           | -                     | -                     | -                              | -                              | -                              | -      | -      | 0     | 0     |
| 2009                  | Atlético Mineiro        | D1                    | 10          | 1           | 1                     | 0                     | CL                             | 1                              | 0                              | -      | -      | 12    | 1     |
| 2010                  | Ponte Preta             | D2                    | 0           | 0           | 0                     | 0                     | -                              | -                              | -                              | -      | -      | 0     | 0     |
| 2010                  | América-MG              | D2                    | 28          | 3           | 0                     | 0                     | -                              | -                              | -                              | -      | -      | 28    | 3     |
| 2011                  | América-MG              | D1                    | 30          | 2           | 0                     | 0                     | -                              | -                              | -                              | -      | -      | 30    | 2     |
| 2012                  | Atlético Mineiro        | D1                    | 34          | 1           | 4                     | 0                     | -                              | -                              | -                              | -      | -      | 38    | 1     |
| 2013                  | Atlético Mineiro        | D1                    | 0           | 0           | 0                     | 0                     | CL                             | 7                              | 0                              | 1      | 0      | 8     | 0     |
| Total sur la carrière | Total sur la carrière   | Total sur la carrière | 102         | 7           | 5                     | 0                     | -                              | 8                              | 0                              | 1      | 0      | 116   | 7     |

## Palmarès

### En club
- Atlético Mineiro
  - Copa Libertadores (1): 2013.
  - Championnat du Minas Gerais (4): 2012, 2013, 2015 et 2017.
  - Recopa Sudamericana (1): 2014.
  - Coupe du Brésil (1): 2014.
  - Troisième de la Coupe du monde des clubs de la FIFA 2013.

- Palmeiras
- Champion du Brésil en 2016, 2018
- Vainqueur de la Copa Libertadores en 2020
- Vainqueur du Coupe du Brésil:2020
- Vainqueur du Championnat de São Paulo:2020